# Mona de nit septentrional
La mona de nit septentrional (Aotus trivirgatus) és una espècie de mona de nit que viu a les selves tropicals de Sud-amèrica. És l'única espècie de mona de costums completament nocturn. Té la vista, l'oïda i l'olfacte molt ben desenvolupats. Generalment viu en grups petits de no més de deu individus, però també se n'han trobat grups de fins a trenta exemplars, dominats pel mascle més vell.